# Accouplement assortatif
L'accouplement assortatif (également appelé accouplement assortatif positif ou homogamie) est une stratégie d'accouplement et une forme de sélection sexuelle dans lesquels des individus ayant des phénotypes similaires s'accouplent plus fréquemment que ce qui pourrait être attendu dans un modèle d'accouplement aléatoire. Quelques exemples de phénotypes similaires sont la taille du corps ou la coloration ou la pigmentation de la peau. L'accouplement assortatif peut augmenter la parenté génétique au sein de la famille et est l'inverse de l'accouplement désassortatif.
L'accouplement disassortatif (également connu sous le nom d'accouplement assortatif négatif ou hétérogamie) signifie que les individus aux génotypes ou aux phénotypes différents s'accouplent plus fréquemment que ce qui pourrait être attendu d'accouplements aléatoires. L'accouplement disassortatif réduit les similitudes génétiques au sein de la famille. L'accouplement assortatif positif se produit plus fréquemment que l'accouplement assortatif négatif. Dans les deux cas, le modèle d'accouplement non aléatoire entraîne un écart typique par rapport au principe de Hardy-Weinberg (qui énonce que les fréquences génotypiques dans une population resteront constantes de génération en génération en l'absence d'autres influences évolutives, telles que le « choix de partenaire » dans ce cas).

## Causes

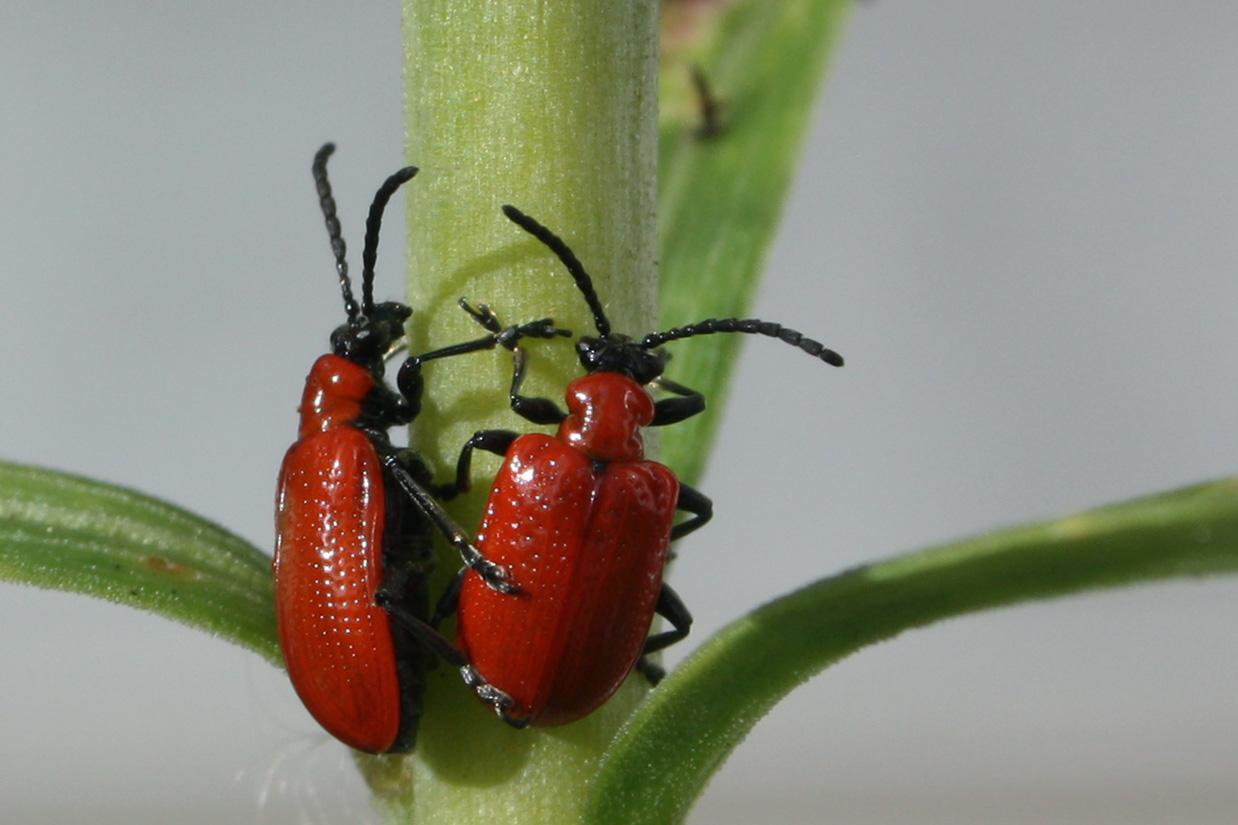
Chrysomèles

Plusieurs hypothèses ont été proposées pour expliquer le phénomène de l'accouplement assortatif. L'accouplement assortatif a évolué à partir d'une combinaison de différents facteurs, qui varient selon les espèces.
L'accouplement assortatif en fonction de la taille du corps peut survenir à la suite d'une compétition intrasexuelle. Chez certaines espèces, la taille est corrélée à la fécondité des femelles. Par conséquent, les mâles choisissent de s'accoupler avec des femelles plus grosses, les mâles plus gros battant les mâles plus petits en les courtisant. Des exemples d'espèces qui présentent ce type d'accouplement assortatif comprennent l'araignée sauteuse Phidippus clarus (en) et le scarabée Diaprepes abbreviatus (en),. Dans d'autres cas, les femelles plus grosses sont mieux équipées pour résister aux tentatives de parade masculine, et seuls les plus gros mâles sont capables de s'accoupler avec elles.
L'accouplement assortatif peut, parfois, résulter de la concurrence sociale. Les traits de certains individus peuvent indiquer une capacité concurrentielle qui leur permet d'occuper les meilleurs territoires. Les individus ayant des traits similaires qui occupent des territoires similaires sont plus susceptibles de s'accoupler les uns avec les autres. Dans ce scénario, l'accouplement assortatif ne résulte pas nécessairement du choix, mais plutôt de la proximité. Cela a été noté chez les merles bleus de l'Ouest, bien qu'il n'y ait aucune preuve définitive que ce soit le principal facteur résultant de l'accouplement assortatif dépendant de la couleur chez cette espèce. Différents facteurs peuvent s'appliquer simultanément pour aboutir à un accouplement assortatif dans une espèce donnée.

## Chez les animaux non humains

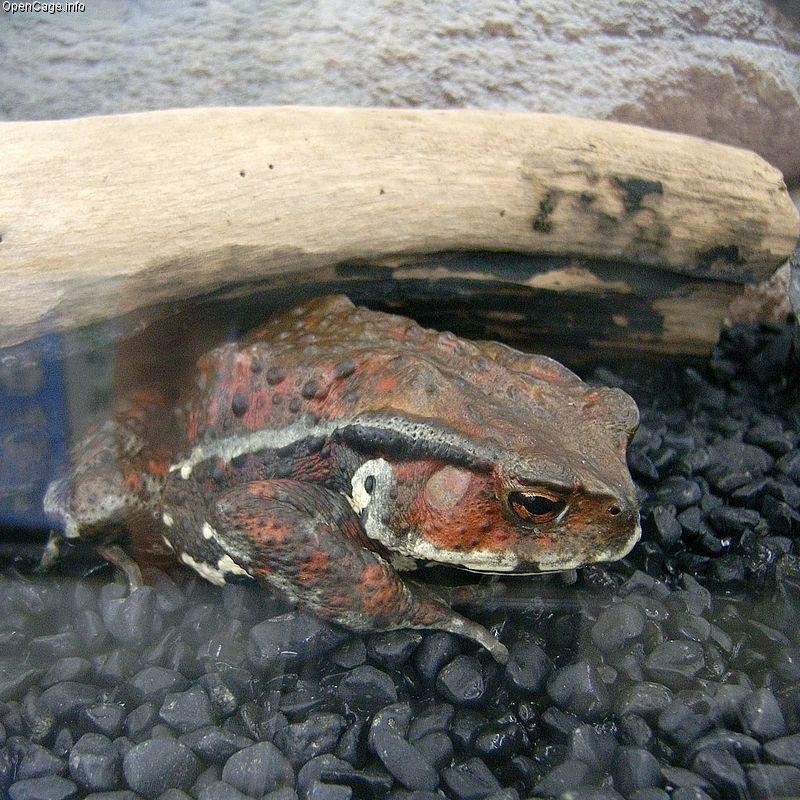
Crapaud commun japonais

Des accouplements variés chez les animaux ont été observés en ce qui concerne la taille et la couleur du corps. L'accouplement assortatif lié à la taille est répandue dans de nombreuses espèces de vertébrés et d'invertébrés. Il a été trouvé dans les hermaphrodites simultanés tels que l'escargot terrestre (en) Bradybaena pellucida. Une des raisons de son apparition peut être une intromission réciproque (c'est-à-dire que les deux individus fournissent à la fois des gamètes mâles et femelles au cours d'un seul accouplement) qui se produit chez cette espèce. Par conséquent, des individus de taille similaire s'associent entre eux pour faciliter cet échange. De plus, il est reconnu que des individus plus gros dans de telles espèces hermaphrodites produisent plus d'œufs, de sorte que le choix mutuel des partenaires est un autre facteur conduisant à un accouplement assortatif chez cette espèce.
Des preuves d'accouplement assortatif lié à la taille ont également été trouvées chez l'escargot de mangrove, Littoraria ardouiniana et chez le crapaud commun japonais, Bufo japonicus,.
Le deuxième type courant d'accouplement assortatif concerne la coloration. Ce type d'accouplement assortatif est plus courant chez les espèces d'oiseaux socialement monogames telles que les merlebleus de l'Est (Sialia sialis) et les merlebleus de l'Ouest (Sialia mexicana). Dans les deux espèces, les mâles de couleur plus vives se sont accouplés avec des femelles plus vives et les individus moins vifs se sont accouplés entre eux. Les merlebleus de l'Est s'accouplent également pour l'agression territoriale en raison d'une concurrence féroce pour un nombre limité de sites de nidification avec des hirondelles bicolores. Deux individus très agressifs sont mieux équipés pour protéger leur nid, encourageant l'accouplement assortatif entre ces individus.
L'accouplement assortatif lorsqu'il concerne deux formes de couleur communes (rayé et non rayé) existe également dans une population polymorphe de salamandres à dos rouge (Plethodon cinereus).
L'accouplement assortatif se retrouve également dans de nombreuses espèces d'oiseaux socialement monogames. Les espèces monogames sont souvent impliquées dans les attentions biparentales envers leur progéniture. Puisque les mâles sont aussi investis dans la progéniture que la mère, les deux sexes sont censés afficher le choix du partenaire, un phénomène appelé choix mutuel de partenaire. Le choix mutuel d'un partenaire se produit lorsque les hommes et les femmes recherchent un partenaire qui maximisera leur forme physique. Chez les oiseaux, l'ornementation des femelles et des mâles peut indiquer un meilleur état général ou que ces individus peuvent avoir de meilleurs gènes ou mieux convenir en tant que parents.

## Chez l'humain
L'accouplement assortatif chez l'humain a été largement observé et étudié, et peut être décomposé en deux types d'accouplement assortatif humain. Ceux-ci sont :
- accouplement génétique assortatif (accouplement assortatif avec choix de partenaire fondé sur le type génétique et l'expression phénotypique) ;
- et l'accouplement assortatif social (accouplement assortatif avec le choix du partenaire fondé sur des facteurs sociaux, culturels et d'autres facteurs sociétaux).

L'accouplement génétique assortatif est bien étudié et documenté. En 1903, Pearson et ses collègues ont signalé de fortes corrélations dans la taille, la portée des bras et la longueur de l'avant-bras gauche entre mari et femme dans 1 000 couples. L'accouplement assortatif qui concerne l'apparence ne s'arrête pas là. Les hommes préfèrent les visages féminins qui ressemblent aux leurs lorsqu'on leur fournit des images de trois femmes, avec une image modifiée pour ressembler à la leur. Cependant, le même constat n'est pas observé chez les femmes lorsqu'elles sélectionnent des visages masculins.
L'accouplement assortatif fondé sur des similitudes génomiques joue un rôle dans les mariages aux États-Unis. Les conjoints sont génétiquement plus similaires que deux individus choisis au hasard. La probabilité de mariage augmente d'environ 15 % pour chaque augmentation de 1-SD de la similitude génétique. Cependant, certains chercheurs affirment que cet accouplement assortatif résulte uniquement de la structure de la population (en) (le fait que les gens soient plus susceptibles de se marier au sein de sous-groupes ethniques tels que les Suédois-Américains).
Dans le même temps, les individus présentent un accouplement disassortatif pour les gènes dans la région du complexe majeur d'histocompatibilité sur le chromosome 6 . Les individus se sentent davantage attirés par les odeurs d'individus génétiquement différents dans cette région. Cela favorise l'hétérozygotie MHC chez les enfants, les rendant moins vulnérables aux agents pathogènes. Outre les humains, l'accouplement désassortatif en lien avec la région codant le MHC (en) a été largement étudié chez la souris, et a également été signalé chez les poissons.
En plus de l'accouplement assortatif génétique, les humains montrent également des stratégies d'accouplement assortatif fondées sur des facteurs sociologiques. L'accouplement sociologique assortatif est généralement divisé en trois catégories :
1. le choix du partenaire en fonction du statut socio-économique,
2. le choix du partenaire en fonction de l'origine raciale ou ethnique
3. le choix du partenaire en fonction des croyances religieuses

L'accouplement assortatif fondé sur le statut socio-économique est la plus large de ces catégories générales. Elle inclut la tendance des humains à s'accoupler avec leurs pairs socio-économiques, c'est-à-dire ceux qui ont un statut social, un prestige professionnel, un niveau de scolarité ou une expérience économique qui leur sont similaires. Ce type d'accouplement assortatif comprend la tendance croissante, ces dernières années, chez les humains à épouser des gens qui leur ressemblent davantage en termes de niveau d'éducation ou de revenu gagné. Cela s'applique à tous les statuts socio-économiques, dans le sens où les plus riches et les plus instruits ont tendance à se marier entre eux, tout comme les moins riches et les moins instruits. Cela s'observe bien aux États-Unis : les appariements entre ceux ayant un niveau de scolarité similaire étaient plus courants qu'ils ne l'auraient été si les couples s'étaient fait au hasard,.
Une autre forme d'accouplement assortatif sociologique est l'accouplement assortatif fondé sur l'origine raciale et ethnique. Mentionné ci-dessus dans le contexte des « génétiquement proches » préférant s'accoupler les uns avec les autres, cette forme d'accouplement assortatif peut prendre de nombreuses formes variées et complexes. Bien que la tendance mentionnée ci-dessus existe et que les gens ont tendance à épouser des personnes génétiquement similaires, surtout si elles appartiennent au même groupe racial ou ethnique, cette tendance peut changer de diverses manières. Il est courant, par exemple, que les obstacles aux mariages mixtes avec la population générale rencontrés par une population minoritaire diminuent à mesure que le nombre de la population minoritaire augmente. Cette assimilation réduit la prévalence de cette forme d'accouplement assortatif. Cependant, la croissance d'une population minoritaire n'entraîne pas nécessairement une diminution des barrières aux mariages mixtes. Cela a été constaté dans la forte augmentation de la population hispanique non blanche des États-Unis dans les années 1990 et 2000 qui a été corrélée à une forte diminution du pourcentage d'Hispaniques non blancs se mariant avec la population générale.
L'accouplement religieux assortatif est la tendance des individus à se marier au sein de leur propre groupe religieux. Cette tendance est répandue et observable, et change en fonction de trois facteurs principaux :
1. La proportion de conjoints disponibles dans la région qui suivent déjà la même religion que la personne à la recherche d'un conjoint. Les régions où les croyances religieuses sont déjà similaires pour la plupart des gens auront toujours des degrés élevés de consanguinité religieuse.
2. La distance sociale entre les groupes religieux qui se marient, ou la proximité physique et l'interactivité sociale de ces groupes.
3. Le point de vue personnel que les individus ont sur le mariage en dehors d'une religion. Ceux qui accordent une grande importance à l'adhésion à la tradition religieuse peuvent être plus susceptibles d'être opposés au mariage interreligieux[18].

Bien que non nécessairement religieux, un bon exemple de l'accouplement humain fondé sur une structure de croyance peut être trouvé dans la tendance des humains à se marier en fonction des niveaux de dons de charité. Les couples présentent des similitudes en termes de contributions à l'amélioration du public et aux organismes de bienfaisance, ce qui peut être attribué au choix du partenaire fondé sur la générosité plutôt que sur la convergence phénotypique.

## Effets
L'accouplement assortatif a des conséquences sur la reproduction. L'accouplement assortatif positif augmente la parenté génétique au sein d'une famille, tandis que l'accouplement assortatif négatif produit l'effet inverse. L'une ou l'autre des stratégies peut être employée par les individus d'une espèce en fonction de la stratégie qui maximise la capacité adaptative et permet aux individus de transmettre au maximum leurs gènes à la génération suivante. Par exemple, dans le cas des merlebleus de l'Est, l'accouplement assortatif pour l'agressivité territoriale augmente la probabilité que les parents obtiennent et sécurisent un site de nidification pour leur progéniture. Cela augmente la probabilité de survie de la progéniture et par conséquent la forme physique des individus. Chez les oiseaux dont la coloration représente le bien-être et la fécondité de l'oiseau, l'accouplement assortatif positif pour la couleur augmente les chances de transmission des gènes et de bonne condition de la progéniture. En outre, l'accouplement assortatif positif pour les traits de comportement permet une communication plus efficace entre les individus leur permettant de mieux coopérer pour élever leur progéniture.
À l'inverse, l'accouplement entre individus de génotypes trop similaires permet l'accumulation d'allèles récessifs nuisibles, ce qui peut amoindrir la forme physique. Un tel accouplement entre individus génétiquement similaires est appelé consanguinité, ce qui peut entraîner l'apparition de troubles autosomiques récessif. De plus, l'accouplement assortatif pour l'agressivité chez les oiseaux peut conduire à une attention parentale inadéquate. Une autre stratégie peut être l'accouplement désassortif, dans lequel un individu est agressif et garde le site du nid tandis que l'autre individu est plus nourricier et soutient les jeunes. Cette division du travail augmente les chances de survie de la progéniture. Un exemple classique de ceci est le cas du bruant à gorge blanche (Zonotrichia albicollis). Cet oiseau présente deux formes de couleur : rayé blanc et rayé beige. Dans les deux sexes, les oiseaux à rayures blanches sont plus agressifs et territoriaux, tandis que les oiseaux à rayures tan sont plus engagés à fournir une attention parentale à leur progéniture. Par conséquent, l'accouplement désassortif chez ces oiseaux permet une division efficace du travail en termes d'élevage et de protection de leur progéniture.
L'accouplement assortatif positif est un élément clé menant à l'isolement reproductif au sein d'une espèce, qui à son tour peut entraîner une spéciation en sympatrie au fil du temps. La spéciation sympatrique est définie comme l'évolution d'une nouvelle espèce sans isolement géographique. Une spéciation par accouplement assortatif a eu lieu chez le rat-taupe aveugle du Moyen-Orient, les cigales et la pyrale du maïs.
Comme d'autres animaux, les humains affichent également ces résultats génétiques de l'accouplement assortatif. Ce qui rend les humains uniques, cependant, c'est la tendance à rechercher des partenaires qui leur sont non seulement similaires en génétique et en apparence, mais aussi ceux qui leur sont similaires sur les plans économique, social, éducatif et culturel. Ces tendances à utiliser des caractéristiques sociologiques pour sélectionner un conjoint ont de nombreux effets sur la vie et les moyens de subsistance de ceux qui choisissent de se marier, ainsi que de leurs enfants et des générations futures. En l'espace d'une génération, l'accouplement assortatif est parfois cité comme une source d'inégalité, car ceux qui s'accouplent de manière assortatif épouseraient des personnes de statut similaire, amplifiant ainsi leur statut actuelle. Il y a cependant un débat sur la question de savoir si cette préférence croissante pour les similitudes éducatives et professionnelles chez les conjoints est due à une préférence accrue pour ces caractéristiques ou au changement de charge de travail qui s'est produit lorsque les femmes sont entrées sur le marché du travail. Cette concentration de la richesse dans les familles se perpétue également à travers les générations à mesure que les parents transmettent leur richesse à leurs enfants, chaque génération successive héritant des ressources de ses deux parents. Les ressources combinées des parents leur permettent de donner à leur enfant une vie meilleure en grandissant, et les héritages combinés des deux parents les avantagent encore plus qu'ils ne le seraient avec leur éducation et leur enfance passée dans de meilleures conditions une fois adulte. Cela a des conséquences importantes sur le développement de la structure socio-économique d'une société,.

## Économie
Un concept connexe de « correspondance assortative » a été développé en économie. Cela concerne les gains d'efficacité dans la production disponibles si les travailleurs sont uniformément appariés dans leurs compétences ou leur productivité. La prise en compte de cette correspondance assortative constitue la base de la théorie du développement économique de Kremer en 1993.